# ザ・ショー・ストッパー
『ザ・ショー・ストッパー』は宝塚歌劇団のショー作品。宙組公演。

## 概要
形式名は「グランド・ショー」。宝塚・東京は14場。
東京は平成14年度文化庁芸術祭参加作品。
作・演出は三木章雄。併演作品は『鳳凰伝』。
東京では峰華ひさりは休演（『鳳凰伝』には出演）。

## 公演期間と公演場所
- 2002年7月12日 - 8月19日　宝塚大劇場[1]
- 2002年9月28日 - 11月10日　東京宝塚劇場[2]
- 2003年8月1日 - 8月23日　博多座[3]

## スタッフ
※氏名の後ろに宝塚・東京・博多座の文字がなければ全劇場共通。
- 作曲・編曲：高橋城/吉田優子/鞍富真一/斉藤恒芳
- 音楽指揮：御﨑惠（宝塚・博多座）、大谷木靖（東京）
- 振付：羽山紀代美、名倉加代子、謝珠栄
- 装置：大橋泰弘
- 衣装：任田幾英
- 照明：勝柴次朗
- 音響：加門清邦
- 小道具：伊集院撤也
- 効果：原田健二
- 演出助手：荻田浩一、鈴木圭、稲葉太地（東京）
- 音楽助手：青木朝子
- 振付助手：仲本智代、中田由記
- 装置助手：國包洋子
- 衣装補：河底美由紀
- 照明補：西川佳孝
- 仮面美術：清水千華
- 小道具補：福原徹
- 舞台進行：恵見和弘（宝塚・博多座）、日笠山秀観（東京）
- 舞台美術製作：株式会社宝塚舞台
- 演奏：宝塚オーケストラ（宝塚・博多座）
- 演奏コーディネート：株式会社ダットミュージック（東京）
- 制作：北野靖

## 主な配役
宝塚・東京
- ネイチャースピリットS、ジャズマンS、若者、ラテンの男S、ショーストッパーS - 和央ようか[4][2]
- バードスピリットS、ネイチャースピリット、ジャズガールS、ファム・ファタール、ラテンの女S、ショーストッパーS - 花總まり[4][2]
- ネイチャーダンサーA、ジャズマンA、タンゴの男A、炎の男A、ラテンの男A、ショーストッパーA - 水夏希[4][2]
- パリの女歌手、白鳥の歌手、ラテンの女A、ショーストッパー女A - 彩乃かなみ[4][2]
- ブルースガイ、ジャズマン、タンゴの男、ジュリエッタ、ラテンの男B、ショーストッパー男B - 久遠麻耶[4][2]

博多座の変更点
- ネイチャーダンサーA、ブルースガイA、ジャズマンA、タンゴの男A、ラテンの男A、ショーストッパー男A - 大和悠河[5]
- ネイチャーダンサー、パリの女・歌手、ジュリエッタ、ラテンの女A、ショーストッパー女A - 彩乃かなみ[5]
- パラダイスの女A - 芽映はるか[5]
- 白鳥の歌手 - 音乃いづみ[5]